# Gran Premio de la Comunidad Valenciana de 2021
El Gran Premio de la Comunidad Valenciana de 2021 (oficialmente Gran Premio Motul de la Comunitat Valenciana) fue la decimoctava y última prueba del Campeonato del Mundo de Motociclismo de 2021. Tuvo lugar en el fin de semana del 12 al 14 de noviembre de 2021 en el Circuito Ricardo Tormo, situado en la localidad de Cheste, Comunidad Valenciana, España.
La carrera de MotoGP fue ganada por Francesco Bagnaia, seguido de Jorge Martín y Jack Miller, siendo la última carrera de Valentino Rossi en MotoGP. Raúl Fernández fue el ganador de la prueba de Moto2, por delante de Fabio Di Giannantonio y Augusto Fernández. La carrera de Moto3 fue ganada por Xavier Artigas, Sergio García fue segundo y Jaume Masiá tercero.

## Resultados

### Resultados MotoGP
| Pos.    | N.º | Piloto            | Equipo                       | Constructor | Vueltas | Tiempo    | Parrilla | Puntos |
| ------- | --- | ----------------- | ---------------------------- | ----------- | ------- | --------- | -------- | ------ |
| 1       | 63  | Francesco Bagnaia | Ducati Lenovo Team           | Ducati      | 27      | 41:15.481 | 2        | 25     |
| 2       | 89  | Jorge Martín      | Pramac Racing                | Ducati      | 27      | +0.489    | 1        | 20     |
| 3       | 43  | Jack Miller       | Ducati Lenovo Team           | Ducati      | 27      | +0.823    | 3        | 16     |
| 4       | 36  | Joan Mir          | Team SUZUKI ECSTAR           | Suzuki      | 27      | +5.214    | 4        | 13     |
| 5       | 20  | Fabio Quartararo  | Monster Energy Yamaha MotoGP | Yamaha      | 27      | +5.439    | 8        | 11     |
| 6       | 5   | Johann Zarco      | Pramac Racing                | Ducati      | 27      | +6.993    | 5        | 10     |
| 7       | 33  | Brad Binder       | Red Bull KTM Factory Racing  | KTM         | 27      | +8.437    | 7        | 9      |
| 8       | 23  | Enea Bastianini   | Avintia Esponsorama          | Ducati      | 27      | +10.933   | 18       | 8      |
| 9       | 41  | Aleix Espargaró   | Aprilia Racing Team Gresini  | Aprilia     | 27      | +12.651   | 12       | 7      |
| 10      | 46  | Valentino Rossi   | Petronas Yamaha SRT          | Yamaha      | 27      | +13.468   | 10       | 6      |
| 11      | 21  | Franco Morbidelli | Monster Energy Yamaha MotoGP | Yamaha      | 27      | +14.085   | 11       | 5      |
| 12      | 04  | Andrea Dovizioso  | Petronas Yamaha SRT          | Yamaha      | 27      | +16.534   | 13       | 4      |
| 13      | 73  | Álex Márquez      | LCR Honda CASTROL            | Honda       | 27      | +17.059   | 19       | 3      |
| 14      | 88  | Miguel Oliveira   | Red Bull KTM Factory Racing  | KTM         | 27      | +18.221   | 20       | 2      |
| 15      | 27  | Iker Lecuona      | Tech3 KTM Factory Racing     | KTM         | 27      | +19.233   | 15       | 1      |
| 16      | 12  | Maverick Viñales  | Aprilia Racing Team Gresini  | Aprilia     | 27      | +19.815   | 14       |        |
| 17      | 10  | Luca Marini       | SKY VR46 Avintia             | Ducati      | 27      | +28.860   | 17       |        |
| 18      | 9   | Danilo Petrucci   | Tech3 KTM Factory Racing     | KTM         | 27      | +32.169   | 16       |        |
| Ret     | 42  | Álex Rins         | Team SUZUKI ECSTAR           | Suzuki      | 10      | Caída     | 6        |        |
| Ret     | 30  | Takaaki Nakagami  | LCR Honda IDEMITSU           | Honda       | 4       | Caída     | 9        |        |
| DNS     | 44  | Pol Espargaró     | Repsol Honda Team            | Honda       |         | No empezó |          |        |
| 1.      |     |                   |                              |             |         |           |          |        |
| Fuente: |     |                   |                              |             |         |           |          |        |

### Resultados Moto2
| Pos.    | N.º | Piloto                | Constructor | Vueltas | Tiempo      | Parrilla | Puntos |
| ------- | --- | --------------------- | ----------- | ------- | ----------- | -------- | ------ |
| 1       | 25  | Raúl Fernández        | Kalex       | 16      | 25:38.612   | 5        | 25     |
| 2       | 21  | Fabio Di Giannantonio | Kalex       | 16      | +0.517      | 4        | 20     |
| 3       | 37  | Augusto Fernández     | Kalex       | 16      | +0.786      | 3        | 16     |
| 4       | 13  | Celestino Vietti      | Kalex       | 16      | +2.393      | 2        | 13     |
| 5       | 44  | Arón Canet            | Boscoscuro  | 16      | +4.978      | 7        | 11     |
| 6       | 97  | Xavi Vierge           | Kalex       | 16      | +5.091      | 12       | 10     |
| 7       | 22  | Sam Lowes             | Kalex       | 16      | +5.415      | 10       | 9      |
| 8       | 9   | Jorge Navarro         | Boscoscuro  | 16      | +5.808      | 9        | 8      |
| 9       | 23  | Marcel Schrötter      | Kalex       | 16      | +7.941      | 13       | 7      |
| 10      | 87  | Remy Gardner          | Kalex       | 16      | +9.112      | 8        | 6      |
| 11      | 45  | Tetsuta Nagashima     | Kalex       | 16      | +9.420      | 15       | 5      |
| 12      | 12  | Thomas Lüthi          | Kalex       | 16      | +10.355     | 6        | 4      |
| 13      | 62  | Stefano Manzi         | Kalex       | 16      | +11.898     | 19       | 3      |
| 14      | 42  | Marcos Ramírez        | Kalex       | 16      | +12.088     | 16       | 2      |
| 15      | 55  | Hafizh Syahrin        | NTS         | 16      | +12.361     | 14       | 1      |
| 16      | 96  | Jake Dixon            | Kalex       | 16      | +13.982     | 22       |        |
| 17      | 54  | Fermín Aldeguer       | Boscoscuro  | 16      | +14.022     | 20       |        |
| 18      | 70  | Barry Baltus          | NTS         | 16      | +14.145     | 29       |        |
| 19      | 35  | Somkiat Chantra       | Kalex       | 16      | +17.111     | 24       |        |
| 20      | 72  | Marco Bezzecchi       | Kalex       | 16      | +19.273     | 11       |        |
| 21      | 6   | Cameron Beaubier      | Kalex       | 16      | +19.426     | 17       |        |
| 22      | 75  | Albert Arenas         | Boscoscuro  | 16      | +19.608     | 25       |        |
| 23      | 14  | Tony Arbolino         | Kalex       | 16      | +19.986     | 26       |        |
| 24      | 11  | Nicolò Bulega         | Kalex       | 16      | +23.805     | 23       |        |
| 25      | 64  | Bo Bendsneyder        | Kalex       | 16      | +31.559     | 21       |        |
| Ret     | 40  | Héctor Garzó          | Kalex       | 11      | Caída       | 18       |        |
| Ret     | 20  | Dimas Ekky Pratama    | Kalex       | 2       | Caída       | 28       |        |
| DNS     | 24  | Simone Corsi          | MV Agusta   | 0       | No reinició | 1        |        |
| DNS     | 7   | Lorenzo Baldassarri   | MV Agusta   | 0       | No reinició | 27       |        |
| DNS     | 16  | Joe Roberts           | Kalex       |         | No empezó   |          |        |
| 1.      |     |                       |             |         |             |          |        |
| Fuente: |     |                       |             |         |             |          |        |

### Resultados Moto3
| Pos.    | N.º | Piloto             | Constructor | Vueltas | Tiempo     | Parrilla | Puntos |
| ------- | --- | ------------------ | ----------- | ------- | ---------- | -------- | ------ |
| 1       | 43  | Xavier Artigas     | Honda       | 23      | 38:30.302  | 17       | 25     |
| 2       | 11  | Sergio García      | Gas Gas     | 23      | +0.043     | 10       | 20     |
| 3       | 5   | Jaume Masiá        | KTM         | 23      | +0.232     | 23       | 16     |
| 4       | 12  | Filip Salač        | KTM         | 23      | +0.443     | 5        | 13     |
| 5       | 53  | Deniz Öncü         | KTM         | 23      | +0.540     | 13       | 11     |
| 6       | 82  | Stefano Nepa       | KTM         | 23      | +1.156     | 14       | 10     |
| 7       | 28  | Izan Guevara       | Gas Gas     | 23      | +1.209     | 3        | 9      |
| 8       | 99  | Carlos Tatay       | KTM         | 23      | +2.109     | 11       | 8      |
| 9       | 23  | Niccolò Antonelli  | KTM         | 23      | +2.185     | 9        | 7      |
| 10      | 71  | Ayumu Sasaki       | KTM         | 23      | +2.322     | 26       | 6      |
| 11      | 17  | John McPhee        | Honda       | 23      | +2.791     | 15       | 5      |
| 12      | 55  | Romano Fenati      | Husqvarna   | 23      | +2.461     | 8        | 4      |
| 13      | 7   | Dennis Foggia      | Honda       | 23      | +3.819     | 7        | 3      |
| 14      | 31  | Adrián Fernández   | Husqvarna   | 23      | +13.298    | 19       | 2      |
| 15      | 52  | Jeremy Alcoba      | Honda       | 23      | +13.348    | 12       | 1      |
| 16      | 54  | Riccardo Rossi     | KTM         | 23      | +13.369    | 27       |        |
| 17      | 27  | Kaito Toba         | KTM         | 23      | +17.249    | 24       |        |
| 18      | 16  | Andrea Migno       | Honda       | 23      | +45.581    | 4        |        |
| 19      | 6   | Ryusei Yamanaka    | KTM         | 18      | +5 vueltas | 22       |        |
| Ret     | 37  | Pedro Acosta       | KTM         | 22      | Caída      | 1        |        |
| Ret     | 67  | Alberto Surra      | Honda       | 20      | Caída      | 25       |        |
| Ret     | 24  | Tatsuki Suzuki     | Honda       | 17      | Caída      | 2        |        |
| Ret     | 92  | Yuki Kunii         | Honda       | 12      | Retirado   | 20       |        |
| Ret     | 66  | Joel Kelso         | KTM         | 4       | Caída      | 18       |        |
| Ret     | 95  | José Antonio Rueda | Honda       | 4       | Caída      | 21       |        |
| Ret     | 20  | Lorenzo Fellon     | Honda       | 0       | Caída      | 6        |        |
| Ret     | 40  | Darryn Binder      | Honda       | 0       | Caída      | 16       |        |
| DNS     | 19  | Andi Farid Izdihar | Honda       |         | No empezó  |          |        |
| 1. 2.   |     |                    |             |         |            |          |        |
| Fuente: |     |                    |             |         |            |          |        |